# Partecipanti alla Volta a la Comunitat Valenciana 2025
Elenco dei partecipanti a la Volta a la Comunitat Valenciana 2025.
La Volta a la Comunitat Valenciana 2025 è stata la settantaseiesima edizione della corsa. Alla competizione presero parte 22 squadre: 9 con licenza UCI World Tour 2025, 10 UCI ProTeam e 3 UCI Continental Team.
Ciascuna delle squadre è composta da sette atleti, per un totale di 154 ciclisti accreditati alla partenza.

## Corridori per squadra
Nota: R ritirato, NP non partito, FT fuori tempo, SQ squalificato
| UAE Team Emirates      | UAE Team Emirates      | UAE Team Emirates      | Bahrain Victorious            | Bahrain Victorious            | Bahrain Victorious            | Red Bull-Bora-Hansgrohe | Red Bull-Bora-Hansgrohe | Red Bull-Bora-Hansgrohe |
| ---------------------- | ---------------------- | ---------------------- | ----------------------------- | ----------------------------- | ----------------------------- | ----------------------- | ----------------------- | ----------------------- |
| N°                     | Ciclista               | Clas.                  | N°                            | Ciclista                      | Clas.                         | N°                      | Ciclista                | Clas.                   |
| 1                      | Brandon McNulty        | 5°                     | 11                            | Santiago Buitrago             | 1°                            | 21                      | Nico Denz               | 52°                     |
| 2                      | João Almeida           | 2°                     | 12                            | Pello Bilbao                  | 3°                            | 22                      | Jai Hindley             | 9°                      |
| 3                      | Filippo Baroncini      | 51°                    | 13                            | Kamil Gradek                  | 125°                          | 23                      | Matteo Sobrero          | 42°                     |
| 4                      | Felix Großschartner    | 60°                    | 14                            | Jack Haig                     | 16°                           | 24                      | Gianni Moscon           | 99°                     |
| 5                      | Julius Johansen        | 96°                    | 15                            | Rainer Kepplinger             | 74°                           | 25                      | Aleksandr Vlasov        | 17°                     |
| 6                      | Ivo Oliveira           | 101°                   | 16                            | Lenny Martinez                | 11°                           | 26                      | Frederik Wandahl        | 57°                     |
| 7                      | Pavel Sivakov          | 15°                    | 17                            | Edoardo Zambanini             | 38°                           | 27                      | Giovanni Aleotti        | 31°                     |
| Team Jayco AlUla       | Team Jayco AlUla       | Team Jayco AlUla       | Movistar Team                 | Movistar Team                 | Movistar Team                 | Lidl-Trek               | Lidl-Trek               | Lidl-Trek               |
| N°                     | Ciclista               | Clas.                  | N°                            | Ciclista                      | Clas.                         | N°                      | Ciclista                | Clas.                   |
| 31                     | Ben O'Connor           | 10°                    | 41                            | Jefferson Cepeda              | 7°                            | 51                      | Simone Consonni         | 90°                     |
| 32                     | Michael Hepburn        | 109°                   | 42                            | William Barta                 | 23°                           | 52                      | A. Gebreigzabhier       | 71°                     |
| 33                     | Chris Juul Jensen      | 70°                    | 43                            | Pablo Castrillo               | 12°                           | 53                      | Jonathan Milan          | 67°                     |
| 34                     | Jelte Krijnsen         | 44°                    | 44                            | Jorge Arcas                   | 62°                           | 54                      | Edward Theuns           | 104°                    |
| 35                     | Robert Donaldson       | 95°                    | 45                            | Lorenzo Milesi                | 100°                          | 55                      | Mathias Vacek           | NP 5ª                   |
| 36                     | Jasha Sütterlin        | 54°                    | 46                            | Iván Romeo                    | 8°                            | 56                      | Jakob Söderqvist        | 34°                     |
| 37                     | Filippo Zana           | 29°                    | 47                            | Nelson Oliveira               | 76°                           | 57                      | Daan Hoole              | 41°                     |
| Intermarché-Wanty      | Intermarché-Wanty      | Intermarché-Wanty      | Alpecin-Deceuninck            | Alpecin-Deceuninck            | Alpecin-Deceuninck            | Ineos Grenadiers        | Ineos Grenadiers        | Ineos Grenadiers        |
| N°                     | Ciclista               | Clas.                  | N°                            | Ciclista                      | Clas.                         | N°                      | Ciclista                | Clas.                   |
| 61                     | Huub Artz              | 91°                    | 71                            | Kaden Groves                  | NP 5ª                         | 81                      | Thymen Arensman         | 4°                      |
| 62                     | Kevin Colleoni         | 81°                    | 72                            | Gianni Vermeersch             | 56°                           | 82                      | Jonathan Castroviejo    | 64°                     |
| 63                     | Louis Meintjes         | 55°                    | 73                            | Oscar Riesebeek               | 112°                          | 83                      | Andrew August           | 27°                     |
| 64                     | Alexander Kamp         | 116°                   | 74                            | Edward Planckaert             | 85°                           | 84                      | Tobias Foss             | 13°                     |
| 65                     | Adrien Petit           | 118°                   | 75                            | Lars Boven                    | NP 4ª                         | 85                      | Bob Jungels             | 45°                     |
| 66                     | Gerben Thijssen        | 113°                   | 76                            | Henri Uhlig                   | 73°                           | 86                      | Michael Leonard         | NP 4ª                   |
| 67                     | Gijs Van Hoecke        | 110°                   | 77                            | Sente Sentjens                | 102°                          | 87                      | Carlos Rodríguez        | 6°                      |
| Team Polti VisitMalta  | Team Polti VisitMalta  | Team Polti VisitMalta  | VF Group-Bardiani CSF-Faizanè | VF Group-Bardiani CSF-Faizanè | VF Group-Bardiani CSF-Faizanè | Euskaltel-Euskadi       | Euskaltel-Euskadi       | Euskaltel-Euskadi       |
| N°                     | Ciclista               | Clas.                  | N°                            | Ciclista                      | Clas.                         | N°                      | Ciclista                | Clas.                   |
| 91                     | Giovanni Lonardi       | 119°                   | 101                           | Luca Covili                   | 37°                           | 111                     | Txomin Juaristi         | 20°                     |
| 92                     | Mirco Maestri          | 53°                    | 102                           | Filippo Fiorelli              | 80°                           | 112                     | Xabier Isasa            | NP 4ª                   |
| 93                     | Francisco Muñoz        | 121°                   | 103                           | Alessio Martinelli            | R 4ª                          | 113                     | Xabier Berasategi       | 79°                     |
| 94                     | Davide Bais            | 75°                    | 104                           | Luca Paletti                  | 25°                           | 114                     | Jon Agirre              | 32°                     |
| 95                     | Davide Piganzoli       | 14°                    | 105                           | Vicente Rojas                 | R 4ª                          | 115                     | Márton Dina             | R 4ª                    |
| 96                     | Fernando Tercero       | NP 2ª                  | 106                           | Matteo Scalco                 | 59°                           | 116                     | Mikel Bizkarra          | NP 4ª                   |
| 97                     | Samuele Zoccarato      | R 4ª                   | 107                           | Alex Tolio                    | 66°                           | 117                     | Jokin Murguialday       | 40°                     |
| Burgos-Burpellet-BH    | Burgos-Burpellet-BH    | Burgos-Burpellet-BH    | Caja Rural-Seguros RGA        | Caja Rural-Seguros RGA        | Caja Rural-Seguros RGA        | Equipo Kern Pharma      | Equipo Kern Pharma      | Equipo Kern Pharma      |
| N°                     | Ciclista               | Clas.                  | N°                            | Ciclista                      | Clas.                         | N°                      | Ciclista                | Clas.                   |
| 121                    | Clément Alleno         | 22°                    | 131                           | Joan Bou                      | 36°                           | 141                     | Iván Sosa               | 28°                     |
| 122                    | David Martín           | R 3ª                   | 132                           | Sebastian Berwick             | 87°                           | 142                     | José Félix Parra        | 58°                     |
| 123                    | Ander Okamika          | R 3ª                   | 133                           | Iúri Leitão                   | R 4ª                          | 143                     | Diego Uriarte           | 63°                     |
| 124                    | Vojtěch Kmínek         | 123°                   | 134                           | Jaume Guardeño                | 50°                           | 144                     | Unai Iribar             | 89°                     |
| 125                    | Hugo de la Calle       | 49°                    | 135                           | Alex Molenaar                 | 108°                          | 145                     | Miguel Á. Fernández     | 124°                    |
| 126                    | José Manuel Díaz       | 35°                    | 136                           | Jakub Otruba                  | R 3ª                          | 146                     | Iñigo Elosegui          | NP 4ª                   |
| 127                    | Sinuhé Fernández       | 84°                    | 137                           | Tyler Stites                  | 98°                           | 147                     | Iván Cobo               | 24°                     |
| Q36.5 Pro Cycling Team | Q36.5 Pro Cycling Team | Q36.5 Pro Cycling Team | Wagner Bazin WB               | Wagner Bazin WB               | Wagner Bazin WB               | Team Novo Nordisk       | Team Novo Nordisk       | Team Novo Nordisk       |
| N°                     | Ciclista               | Clas.                  | N°                            | Ciclista                      | Clas.                         | N°                      | Ciclista                | Clas.                   |
| 151                    | Gianluca Brambilla     | NP 3ª                  | 161                           | Loïc Vliegen                  | 93°                           | 171                     | Hamish Armitt           | 83°                     |
| 152                    | Mark Donovan           | 30°                    | 162                           | Tom Portsmouth                | R 3ª                          | 172                     | Matyáš Kopecký          | 114°                    |
| 153                    | Walter Calzoni         | 68°                    | 163                           | Johan Meens                   | 97°                           | 173                     | Declan Irvine           | 128°                    |
| 154                    | David Gonzalez         | 61°                    | 164                           | Louka Matthys                 | 48°                           | 174                     | Bailey McDonald         | 130°                    |
| 155                    | Jannik Steimle         | R 3ª                   | 165                           | Michiel Lambrecht             | 72°                           | 175                     | Antonio Polga           | 126°                    |
| 156                    | Rory Townsend          | 88°                    | 166                           | Floris De Tier                | 33°                           | 176                     | Filippo Ridolfo         | 115°                    |
| 157                    | Milan Vader            | 19°                    | 167                           | Quentin Bezza                 | 107°                          | 177                     | Nathan Smith            | 120°                    |
| Israel-Premier Tech    | Israel-Premier Tech    | Israel-Premier Tech    | Illes Balears Arabay Cycling  | Illes Balears Arabay Cycling  | Illes Balears Arabay Cycling  | Project Echelon Racing  | Project Echelon Racing  | Project Echelon Racing  |
| N°                     | Ciclista               | Clas.                  | N°                            | Ciclista                      | Clas.                         | N°                      | Ciclista                | Clas.                   |
| 181                    | Joseph Blackmore       | 26°                    | 191                           | Gonzalo Ariño                 | 111°                          | 201                     | Laurent Gervais         | R 4ª                    |
| 182                    | Hugo Houle             | 69°                    | 192                           | José María García             | 39°                           | 202                     | Hugo Scala              | 92°                     |
| 183                    | Aleksej Lucenko        | 18°                    | 193                           | Asier Pablo Gonzalez          | 105°                          | 203                     | Kieran Haug             | 82°                     |
| 184                    | Riley Pickrell         | 86°                    | 194                           | Pau Llaneras                  | 122°                          | 204                     | Brendan Rhim            | R 3ª                    |
| 185                    | Riley Sheehan          | 43°                    | 195                           | José Marín Aragon             | 117°                          | 205                     | Caleb Classen           | 129°                    |
| 186                    | Jake Stewart           | 78°                    | 196                           | Joan Albert Riera             | NP 3ª                         | 206                     | Sam Boardman            | 127°                    |
| 187                    | Ethan Vernon           | 94°                    | 197                           | Álvaro Sagrado                | 77°                           | 207                     | Cade Bickmore           | 131°                    |
| Petrolike              |                        |                        |                               |                               |                               |                         |                         |                         |
| N°                     | Ciclista               | Clas.                  |                               |                               |                               |                         |                         |                         |
| 211                    | Jonathan Caicedo       | 47°                    |                               |                               |                               |                         |                         |                         |
| 212                    | Edgar Cadena           | 46°                    |                               |                               |                               |                         |                         |                         |
| 213                    | Lorenzo Galimberti     | 65°                    |                               |                               |                               |                         |                         |                         |
| 214                    | Carlos Alfonso García  | R 3ª                   |                               |                               |                               |                         |                         |                         |
| 215                    | Cesar Macias           | 103°                   |                               |                               |                               |                         |                         |                         |
| 216                    | Andrij Ponomar         | 21°                    |                               |                               |                               |                         |                         |                         |
| 217                    | Jose Juan Prieto       | 106°                   |                               |                               |                               |                         |                         |                         |